# Río Merrimack
El río Merrimack (en inglés Merrimack River) es un río del noreste de Estados Unidos que se forma por la confluencia de los ríos Pemigewasset y Wineepasaukee en Franklin (Nuevo Hampshire) y fluye hacia el sur adentrándose en el estado de Massachusetts, donde gira al noreste desembocando en el océano Atlántico en Newburyport. Tiene una longitud de 188 km.
El noreste de Massachusetts es conocido como el Valle Merrimack. Varios barcos de la flota estadounidense han sido llamado USS Merrimack, en honor a este río.

## Historia
Antes de la glaciación el río Merrimack continuaba más hacia el sur de lo que lo hace ahora, hasta cerca de Boston. Después de que el glaciar se retirara, los restos depositados en la parte baja del valle Merrimack, redirigieron el río hasta donde se encuentra actualmente, provocando la curva hacia el noreste en Lowell (Massachusetts).
La cuenca del río es de unos 12.200 km² cubriendo gran parte del sur de Nueva Hampshire y el noreste de Massachusetts. Sobre su ribera hay muchas ciudades construidas para aprovechar la fuerza del agua, que era básica para la producción textil en el siglo XIX, como: Concord, Mánchester y Nashua en Nuevo Hampshire, y Lowell, Lawrence o Haverhill en Massachusetts. En la desembocadura del río se encuentra la pequeña ciudad de Newburyport, que anteriormente a la construcción del Canal Middlesex, era una importante ciudad de construcción de barcos ya que recibía la madera de Nuevo Hampshire río abajo.
El río es conocido por el famoso libro de Henry David Thoreau titulado "A week on the Concord and Merrimack Rivers" ("Una semana en los ríos Concord y Merrimack", en español).

## Inundación de mayo de 2006

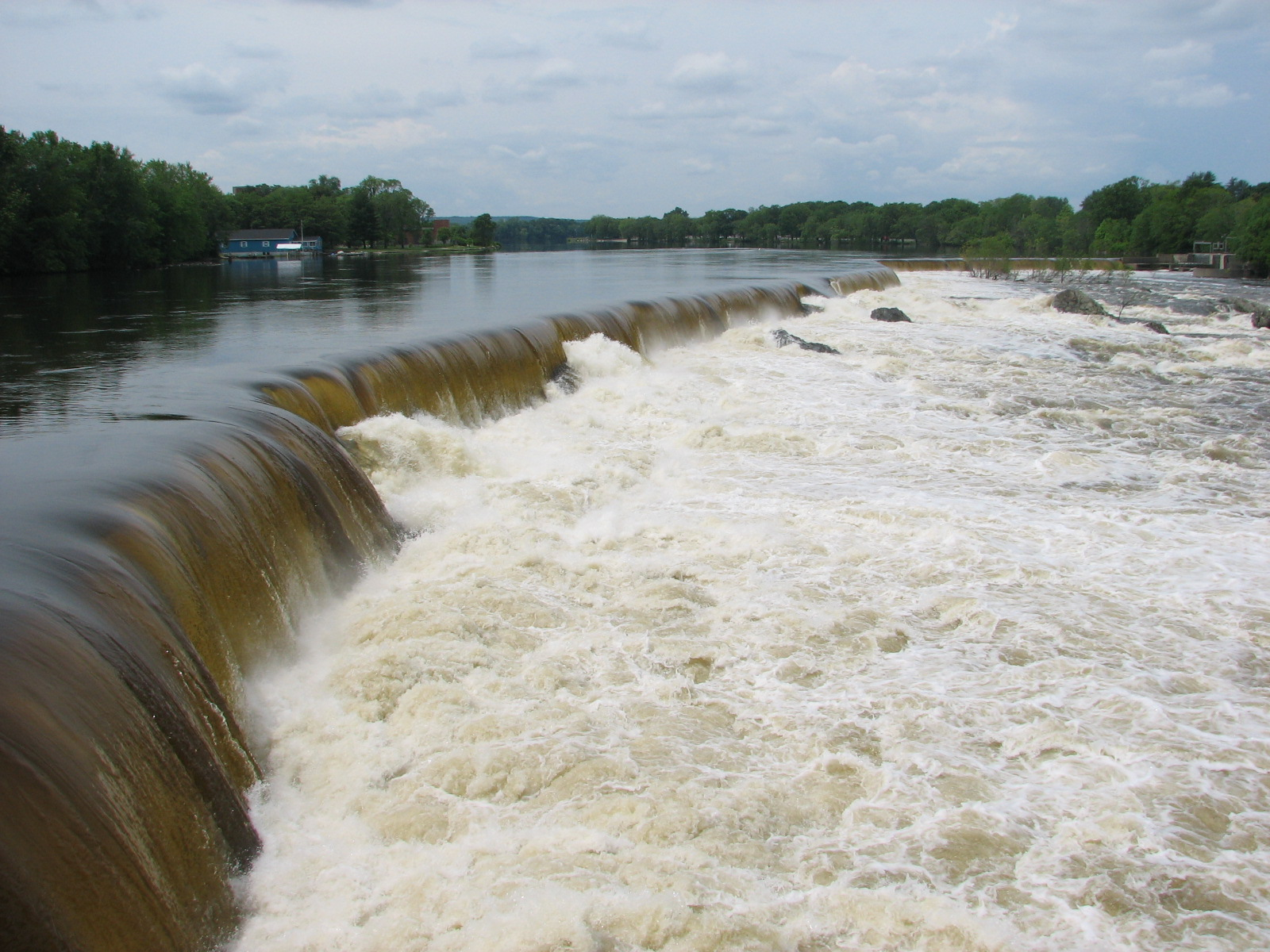
Subida del agua del río Merrimack vista desde Lowell, Massachusetts

El río Merrimack es propenso a pequeñas inundaciones, pero las precipitaciones caídas en la zona el 15 de mayo de 2006, hicieron que subiera en nivel del río en dos metros y medio, obligando a evacuar a algunas poblaciones, dañando propiedades y rompiendo las tuberías de Haverhill, botando y desperdiciándose 150 millones de litros por día.
Según el periódico The Boston Globe, 1500 personas tuvieron que ser evacuadas.